# Bayerisch Eisenstein
Pour les articles homonymes, voir Bayerisch et Eisenstein.
Bayerisch Eisenstein est une commune de Bavière (Allemagne), située dans l'arrondissement de Regen, dans le district de Basse-Bavière.